# Seelekopf
Der Seelekopf ist ein 1663 m ü. NHN hoher Nachbarberg des Hochgrats in den Allgäuer Nagelfluh-Schichtkämmen in den Allgäuer Alpen in Bayern.

## Lage und Umgebung
Der Seelekopf steht zusammen mit dem Hochgrat in der hinteren Nagelfluhkette in dem Bereich, in dem die vordere Nagelfluhkette zwischen Prodel- und Kojenkamm durch den Ausfluss der Weißach eine tiefe Scharte aufweist. Am Nordhang des Seelekopfs, oberhalb der Unteren Lauchalpe, steht die Ureibe bei Steibis, einer der ältesten Bäume Deutschlands.
Er liegt auf dem Gebiet von Steibis, die Entfernung in südöstlicher Richtung beträgt von dort etwas über vier Kilometer Luftlinie. Damit gehört der Seelekopf zur Gemeinde Oberstaufen. Die Grenze zu Österreich verläuft ungefähr einen Kilometer westlich.
Die Schartenhöhe des Seelekopfs beträgt mindestens 63 Meter, seine Dominanz 800 Meter, wobei jeweils der Hochgrat Referenzberg ist.

## Geschichte
Bis zur Gebietsreform in Bayern im Jahre 1972 gehörte der Seelekopf zusammen mit den anderen Bergen der Hochgratkette zwischen Stuiben und Falken zum Gemeindegebiet von Aach/Steibis und wurde von dessen Alpbauern bewirtschaftet.

## Etymologie
Der Name Seelekopf stammt von der Alpe Seele, die sich nordwestlich unterhalb des Berges befindet. Sie hatte ihren Namen von einem See, der sich vermutlich in der Karmulde südlich der Alpe befunden hat. Das Almgebiet der Seelealpe entstand durch die Aufteilung der Großen Lauchalpe. Diese war namensgebend für die erste Erwähnung des Seelekopfs in Blasius Huebers Vorarlbergkarte aus dem Jahr 1783 als Lauchalpner Grat. Dieser See hatte bis vor gut 100 Jahren eine Ausdehnung von 200 m. In unserer Zeit ist der See vollständig verlandet und nur eine große flache Wiese mit fruchtbarem Graswuchs erinnert an dieses „Seele“.

## Bergmesse

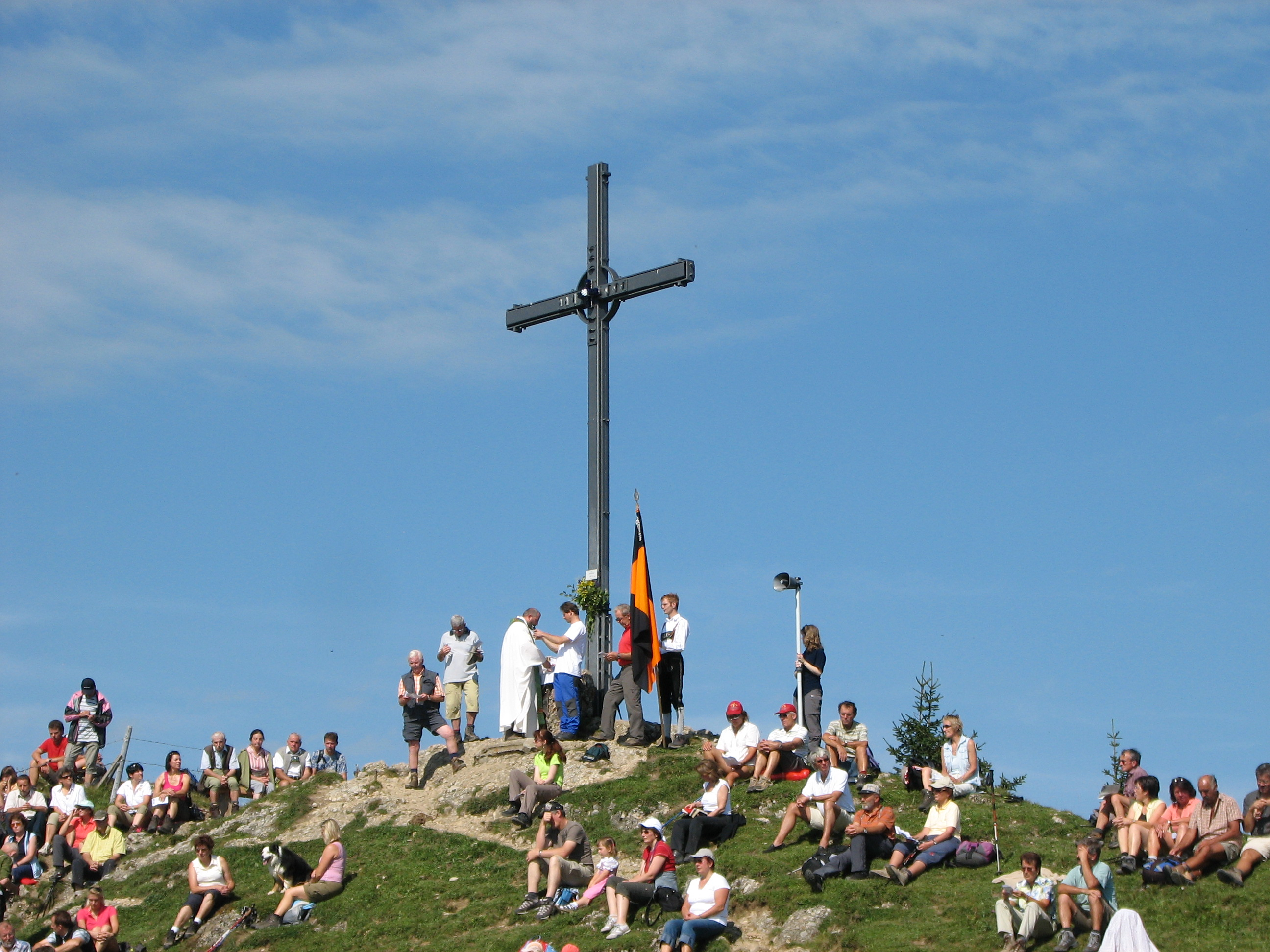
Bergmesse am Gipfelkreuz

Seit 1926 wird auf dem Gipfel des Seelekopfes alljährlich am letzten Augustsonntag eine katholische Bergmesse abgehalten. Organisator ist die Oberstaufener Kolpingfamilie. Das Andenken gilt den Gefallenen der beiden Weltkriege aus der Gemeinde Oberstaufen.

## Gipfelkreuz
Der Andacht der Messebesucher und Wanderer steht ein Gipfelkreuz aus Stahl und aufgesetzten Schmuckelementen zur Verfügung. Es ist 7 m hoch, 3,5 m breit, 440 kg schwer und ersetzt seit dem 13. August 1986 ein Holzkreuz. Der Spender und Künstler Adelbert Burk aus Neu-Ulm war als Kind Hirtenjunge auf einer der nahe gelegenen Alpweiden.

## Erschließung
- Der Wanderweg von der Hochgratbahn-Talstation über die Seelealpe zum Gipfel dauert etwa zweieinhalb Stunden.
- Über den Normalweg zum Hochgrat, den man am Grat verlässt und nach Westen weiterwandert, gelangt man in zwei Stunden, aber etwas schwieriger über eiserne Trittstufen zum Gipfel.
- Stützpunkte sind das Staufner Haus und die Bergstation der Hochgratbahn, von dem aus der Seelekopfgipfel jeweils in 20–30 Minuten über die Trittstufen erreicht werden kann.

## Bilder

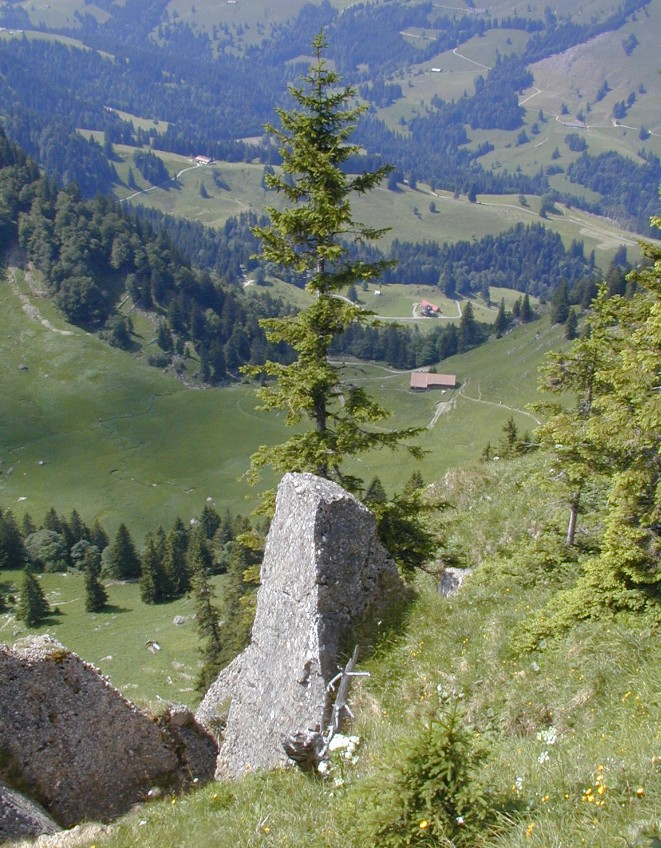
Verlandungsgebiet und Seelealpe vom Gipfel
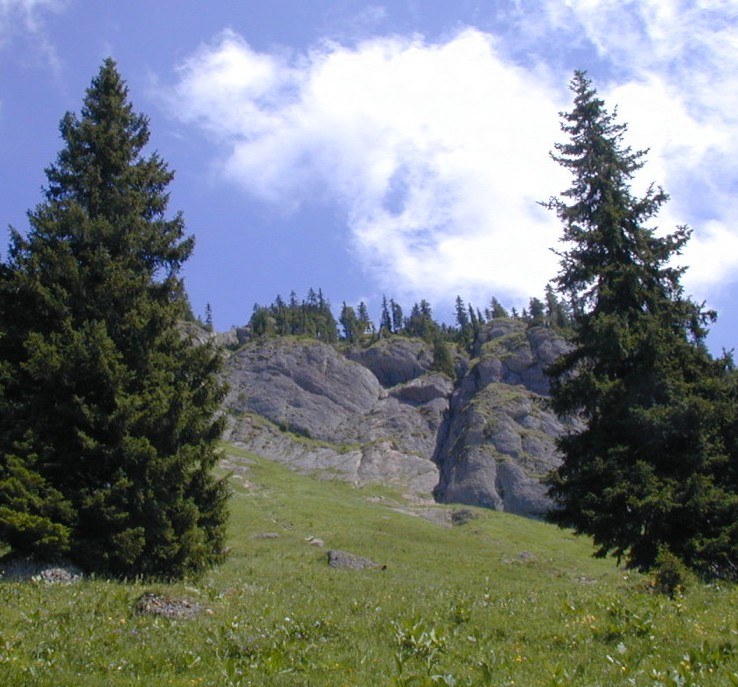
Felsstufe als Abschluss des Nordwesthangs
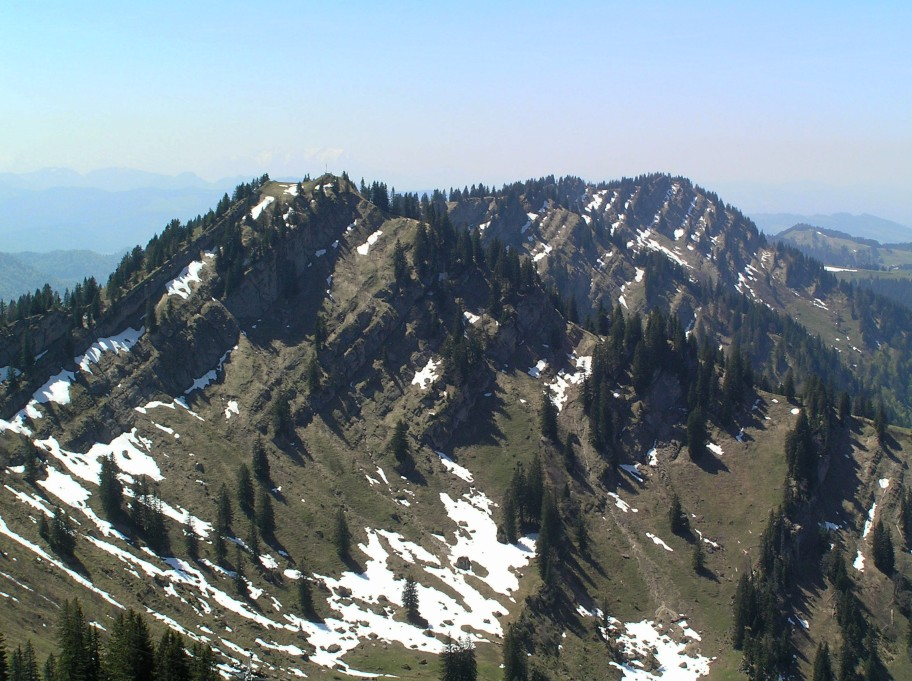
Ostansicht des Seelekopfs vom Hochgrat
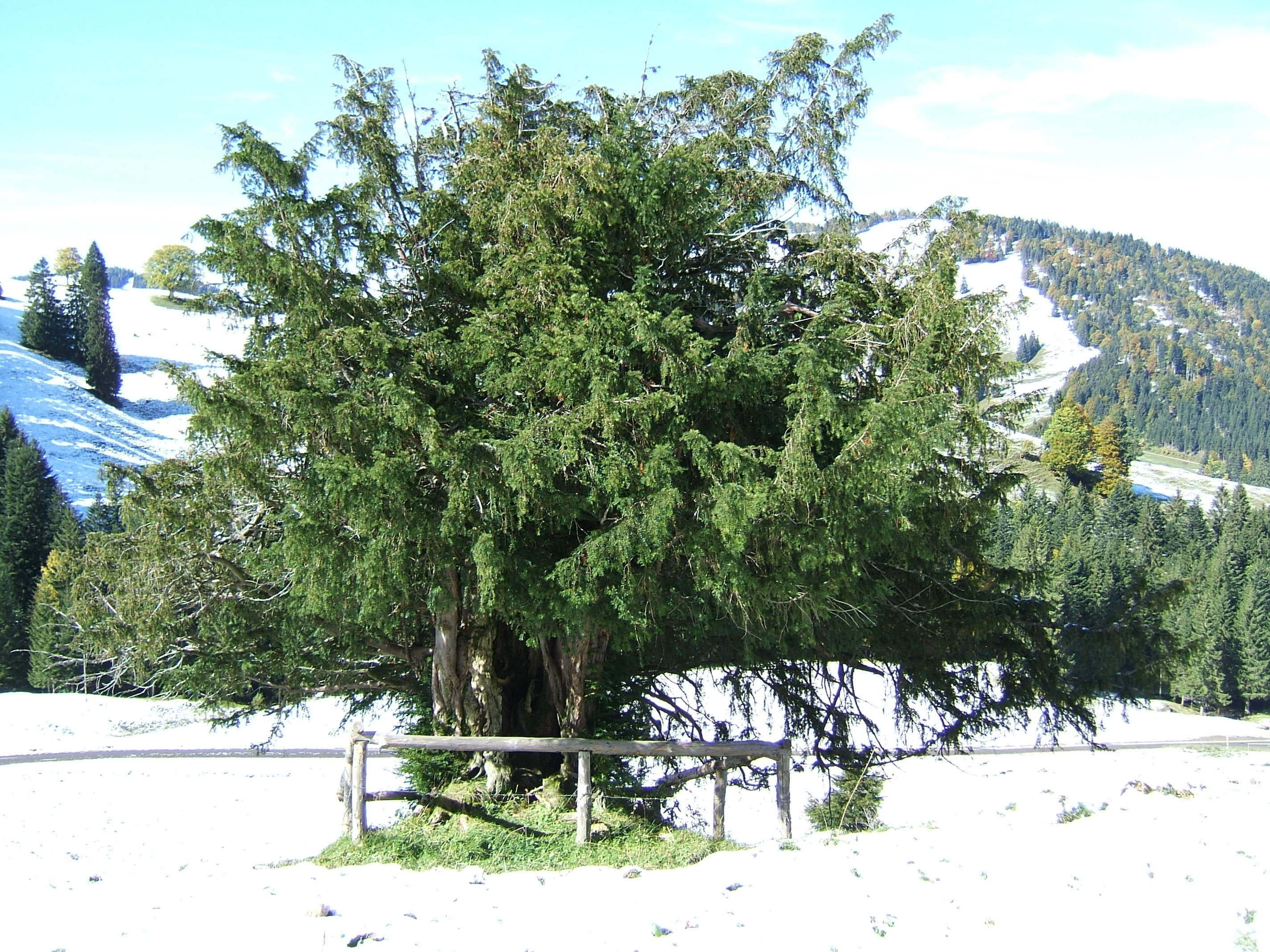
Die Ureibe bei Steibis am Nordhang des Seelekopfs